# Terme Imperiali (Treviri)
La Terme Imperiali di Treviri (Augusta Treverorum), sono un complesso termale romano risalente alla prima metà del IV secolo quando la città era una delle capitali della Tetrarchia. Quanto è rimasto di esse fa parte del complesso dei beni patrimonio dell'umanità di Treviri, così inserito nell'Elenco dei patrimoni dell'umanità dall'UNESCO nel 1986.

## Storia e descrizione
Il sito fu costruito intorno al 300 d.C. come complesso monumentale dedicato all'imperatore Costanzo Cloro e a suo figlio Costantino, che avevano fatto di Treviri la loro residenza. Gli edifici comprendevano un'aula libera simile alla Basilica di Costantino e di dimensioni simili. 
È stato notato che i bagni delle terme non furono mai riutilizzati, dopo il trasferimento del palazzo di Costantino a Costantinopoli, perché questi edifici rimasero in disuso fino a quando l'imperatore Valentiniano li trasformò in caserme nel 360. Questa nuova caserma poteva ospitare dagli 800 ai 1.000 uomini della guardia a cavallo di Valentiniano. La gigantesca sala autoportante a ovest fu rasa al suolo e gli ipocausti dell'edificio occidentale furono riempiti. È rimasto solo il caldarium originario, cioè l'aula orientale con le tre absidi e l'ingresso, una basilica colonnata successivamente adibita a cortile.
In seguito, l'edificio fu incorporato nelle mura medievali come porta fortificata (Stadttor), con una delle finestre dell'abside meridionale che costituiva un passaggio verso la città. Solo nel 1808, durante la demolizione delle vecchie fortificazioni, furono scoperte le fondamenta delle antiche terme, che erano molto più grandi di questa porta.
I bagni imperiali sono stati riabilitati prima del 1984 in vista del 2000 anniversario della città di Treviri. All'inizio dei lavori erano visibili solo le fasce voltate delle finestre delle absidi; dei rulli superiori dell'arco rimanevano solo le macerie sciolte. Una parte dei lavori di ristrutturazione consisteva nella riparazione di queste volte, una misura di consolidamento. Alcuni esperti locali ritengono inutili questi interventi di riparazione; deplorano il fatto che questi lavori siano serviti solo ad attirare i turisti e che le rovine siano state permanentemente deturpate dall'incollaggio di pietra bianca e mattoni e dal frettoloso livellamento a terrazze del colmo del tetto dell'abside orientale.
Tra il 2005 e il 2006, sul sito delle rovine a nord, è stata costruita dallo studio di architettura Oswald Mathias Ungers una sala di accoglienza per turisti e visitatori, che funge anche da sede per gli eventi stagionali che si tengono sul sito (principalmente concerti e spettacoli antichi).
La grande palaestra (una palestra all'aperto) nella parte occidentale delle terme, è oggi un'area erbosa aperta al pubblico, ancora cosparsa di rovine della parte occidentale delle terme, in alcuni punti alte quasi un metro. Questa palaestra viene occasionalmente utilizzata dagli animatori del luna park per lo spettacolo annuale "Pane e Giochi" o per altri eventi, mentre il resto del tempo i cittadini si divertono con vari giochi e attività sportive.

## Struttura
La struttura planimetrica riprende il modello imperiale "orientale", noto fin dal II secolo in Asia Minore (come nel ginnasio di Vedio a Efeso), e comprende a ovest una grande palestra all'aperto, circondata da portici, colonnati e un ingresso monumentale e, sul lato opposto, un nicchione. Da qui si accedeva al blocco serrato delle vasche termali, composto da una serie di sale dalla pianta diversa accostate in un unico complesso, con coperture per lo più a crociera e a cupola.
Il primo ambiente che si incontrava era il colossale Frigidarium, una grande aula rettangolare con le vasche disposte nel nicchione e nei lati corti, in maniera trasversale. Da un passaggio absidato, in asse col nicchione, si accedeva a un Tepidarium di formi circolare e successivamente a un Calidarium rettangolare con vasche semicircolari nelle absidi ai lati (ancora oggi ben visibile l'esedra che chiudeva il complesso). Altre stanze minori riempivano gli spazi tra il Frigidarium e il Calidarium, usate per i servizi o per percorsi alternativi. Attorno al Tepidarium si disponevano altre stanze su un asse nord-sud che formava un sorta di impianto cruciforme con l'asse principale. In conformità con gli standard romani per i grandi bagni pubblici, furono costruite numerose gallerie sotterranee per riscaldare e drenare l'acqua. Il diametro della cupola in muratura sopra il Tepidarium raggiunge i 16,45 m.
In generale l'insieme è più compatto e meglio distribuito spazialmente dei coevi esempi a Roma (terme di Costantino), dove si registrano forme più allungate.